# Нижний Манут
Нижний Манут — деревня в Тулунском районе Иркутской области России. Входит в состав Перфиловского муниципального образования.

## География
Деревня находится на расстоянии примерно 11 км к юго-западу от города Тулун, административного центра района.

## Население
| 2002 | 2010 | 2011 | 2012 |
| ---- | ---- | ---- | ---- |
| 354  | ↗405 | ↘404 | ↘399 |

### Национальный состав
По данным Всероссийской переписи, в 2010 году в деревне проживало 405 человек (207 мужчин и 198 женщин).